# Konrad Widerholt

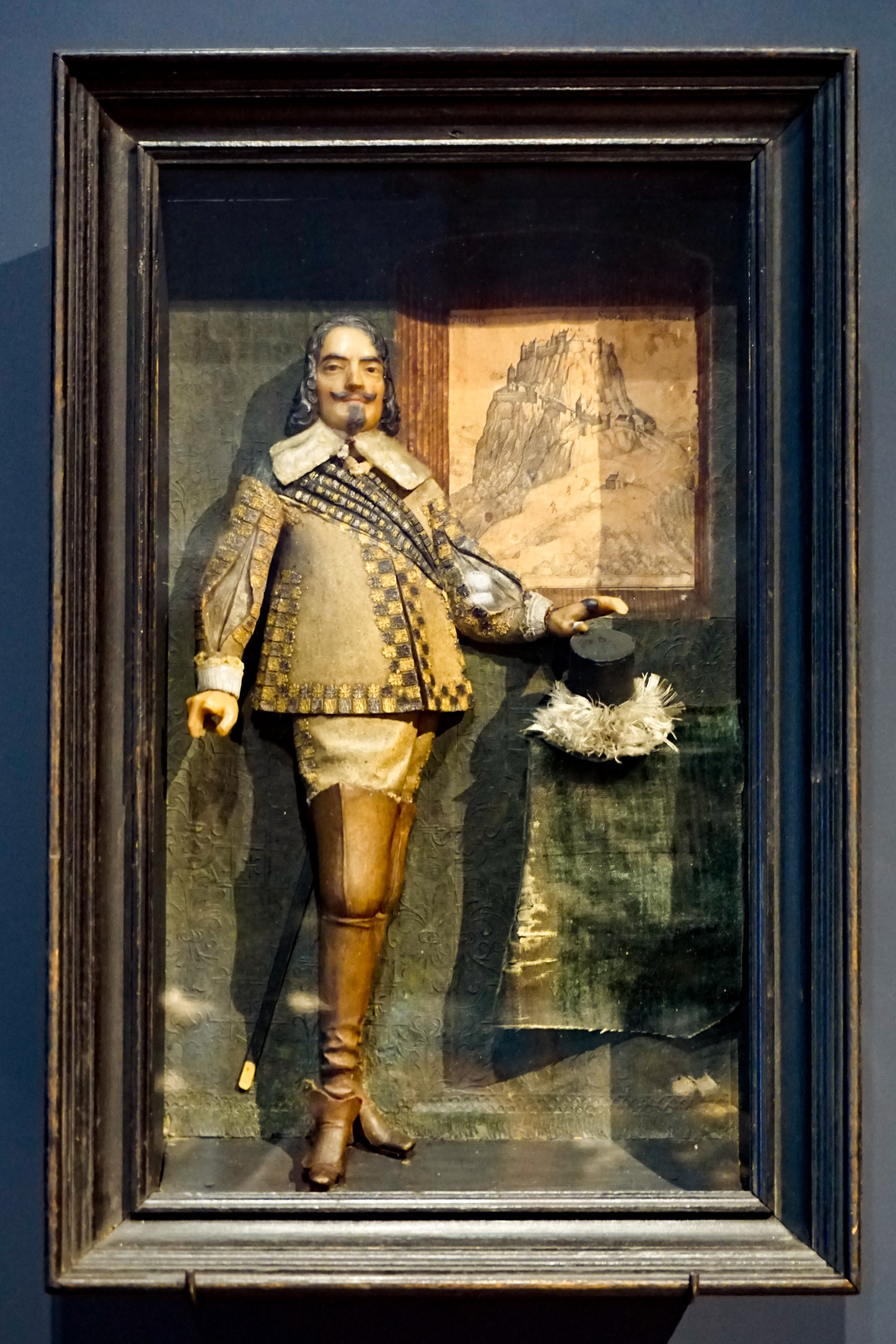
Konrad Widerholt, Wachsbossierung, zweite Hälfte 17. Jahrhundert

Konrad Widerholt, auch Conrad(t), Wiederhold oder Wiederholt, latinisiert Conradus Widerholtius (* 20. April 1598 (?) in Ziegenhain bei Treysa; † 13. Juni 1667 in Kirchheim unter Teck) war ein deutscher Kommandant im Dreißigjährigen Krieg, bekannt vor allem als Verteidiger der Festung Hohentwiel.

## Biografie
Konrad Widerholt war ab 1615 in Diensten der Hanse in Bremen und Hamburg als Reiter und Musketier. 1617 heiratete er die Tochter des Kommandanten von Helgoland, Anna Hermengard Burckhardt aus Delmenhorst. Im selben Jahr begab er sich in die Dienste Venedigs. Dort begegnete er Herzog Magnus, der als jüngerer Bruder Herzog Johann Friedrichs eine Militärkarriere eingeschlagen hatte. Dieser holte ihn in württembergische Dienste. Vom Drillmeister stieg er 1622 zunächst zum Kapitän-Leutnant, 1627 zum Kapitän-Major auf. Im August 1633 tat er sich bei der Einnahme Schrambergs hervor und wurde zum Kommandanten von Hornberg ernannt. Im April und Mai 1634 stand er mit dem schwedischen Feldmarschall Gustaf Horn (erfolglos) vor Überlingen. Im Juni 1634 wurde er stellvertretender Kommandant der Festung Hohentwiel unter Joachim von Rochau. Nach der Schlacht bei Nördlingen wurde er zum Kommandanten ernannt.

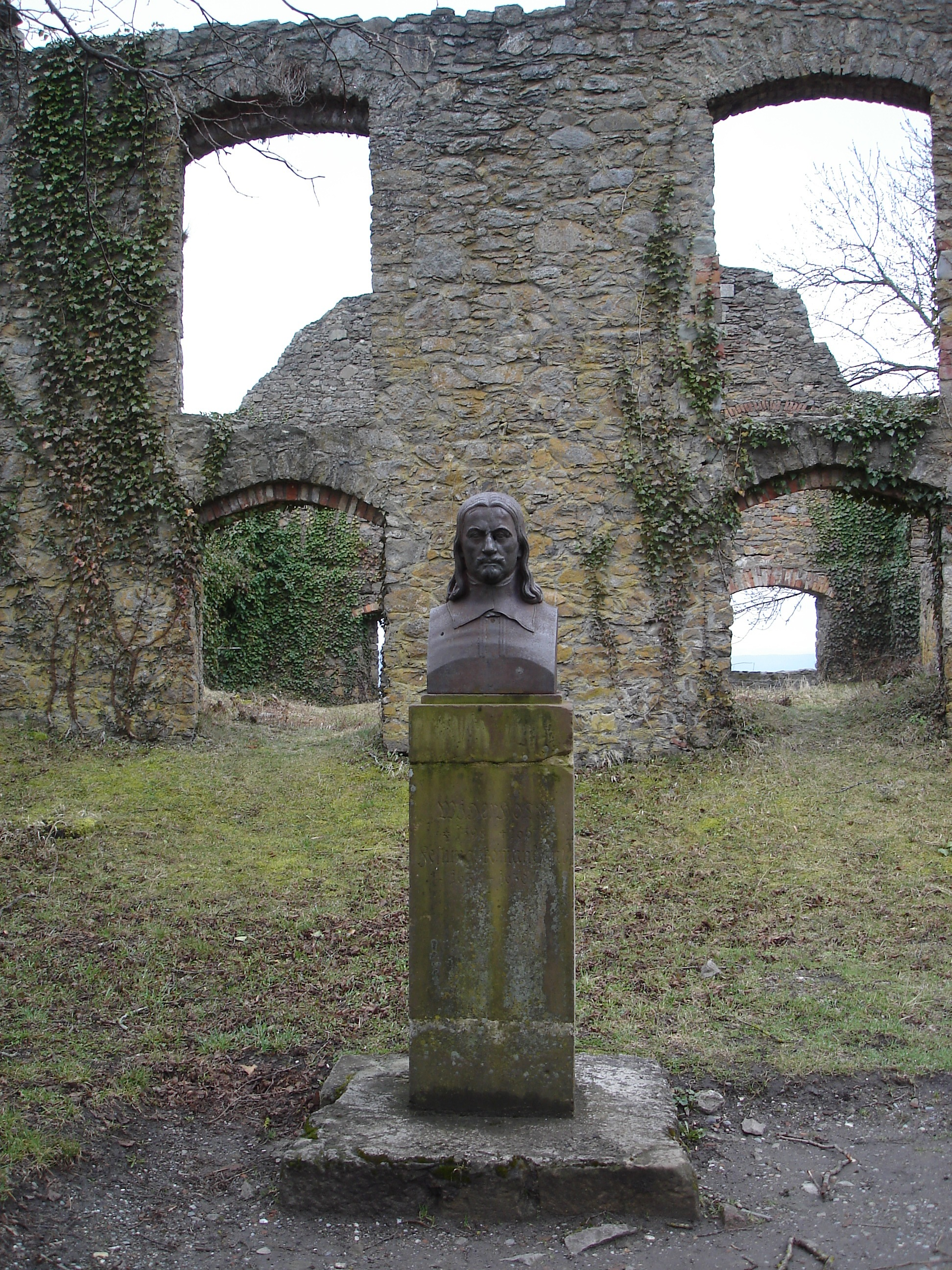
Denkmal auf der Festung Hohentwiel

Kurz nach seinem Dienstantritt als Kommandeur des Hohentwiel 1634 ließ Widerholt die umliegenden vorderösterreichischen Burgen, darunter die Burg Mägdeberg und Hohenkrähen niederbrennen, um so möglichen Feinden der Festung Hohentwiel keinen Schlupfwinkel zu bieten. Beteiligt war er auch unter Georg Friedrich vom Holtz zu Niederholz an der Wasserbelagerung von Villingen 1634. Konrad Widerholt verteidigte den Hohentwiel zwischen 1634 und 1648 erfolgreich und trotzte fünf Belagerungen. Da Eberhard III. von Württemberg nach Straßburg flüchtete und das Herzogtum Württemberg an den Kaiser fiel, blieb der Hohentwiel zwischen 1634 und 1638 die letzte württembergische Bastion. Im November 1637 trat Konrad Widerholt in die Dienste von Herzog Bernhard von Weimar und weigerte sich deshalb, die Festung Hohentwiel, wie im Prager Frieden von 1635 festgelegt, an den Kaiser zu übergeben. Stattdessen trat Herzog Eberhard III. die Festung Hohenasperg ab. Nach dem Tod Herzog Bernhards trat Widerholt 1640 in die Dienste des französischen Königs Ludwig XIII. und wurde dem Kommandeur der Festung Breisach, General Johann Ludwig von Erlach, unterstellt. Seine erbittertste Gegnerin war Erzherzogin Claudia von Österreich-Tirol, die in Innsbruck bis 1646 die vormundschaftliche Regierung für ihren unmündigen Sohn führte. Dagegen unterstützten Kaiser Ferdinand III. und Kurfürst Maximilian I. von Bayern die Bemühungen um eine Eroberung des Hohentwiel nicht mit derselben Entschlossenheit.
Zu seinen Konstrukteursleistungen zählt der Bau einer horizontalen Windmühle auf dem Hohentwiel. Solche von der Windrichtung unabhängigen Windmühlen wurden in Venedig bereits 1616 publiziert, dort könnte Widerholt das Prinzip kennengelernt haben. Die von ihm errichtete horizontale Windmühle auf dem Hohentwiel war möglicherweise die erste Windturbine auf deutschem Boden.
In Oberschwaben verfolgte Konrad Widerholt eine Guerilla-Taktik und eine Strategie des Terrors und der Einschüchterung. Von etwa 90 Herrschaften erhob er Kontributionen und andere Kriegsbeiträge. Deshalb war er in ganz Oberschwaben und darüber hinaus gefürchtet. Bis zum Kriegsende hielt er auf der Festung aus und ließ seine Soldaten Raubzüge in ganz Südwestdeutschland unternehmen, um seine Gegner zu schwächen. Dabei erpresste er von vielen Herrschaften regelmäßige Zahlungen an „Kontributionen“ (siehe Seekrieg auf dem Bodensee 1632–1648).
Mit dem Westfälischen Frieden von Münster und Osnabrück von 1648 ging zwar die Festung Hohentwiel an Württemberg zurück, die eigentliche Übergabe an Eberhard III. von Württemberg verzögerte sich aber bis in den Juli 1650.
Für seine Verdienste erhielt Konrad Widerholt das Lehen des Ritterguts Neidlingen und wurde in den Rang eines Kriegsrates und Obervogts im nahen Kirchheim erhoben. Konrad Widerholt starb kinderlos und hinterließ ein beträchtliches Vermögen, aus dem u. a. eine bis 1928 existierende Stiftung für Studenten finanziert wurde. Allerdings stammte Widerholts Vermögen nicht nur aus seinen Einkünften als Obervogt, sondern hauptsächlich aus der reichen Beute seiner Kriegszüge, als er Kommandant des Hohentwiel war.
Konrad Widerholt wird ein streng religiöser protestantischer Eifer zugeschrieben, der auch der Antrieb für seinen Durchhaltewillen gewesen sein soll. Auf der Festung ließ er auch eine Kirche bauen „aus sonderbarem christlichen gottseligem Eiffer zu der allein seeligmachenden Lehr des hailigen Evangelium der wahren ohngeänderten Augspurgischen Confession“. Dies stand für ihn und auch für alle anderen führenden Teilnehmer des Dreißigjährigen Krieges (und unzählig anderer) nicht im Widerspruch zu seiner Kriegsführung. In Württemberg wurden Widerholts Taten bald verklärt. Als Beispiel soll ein Auszug aus Christian Gottlob Barths Geschichte von Württemberg, neu erzählt für den Bürger und Landmann, Calw, 1843, S. 212 gelten:
„Er machte kühne Ausfälle und Streifzüge in die Nachbarschaft, auf denen er entweder bedrängte Orte befreite oder die bedrohten Aerntefelder schützte, oder reiche Beute machte, die er auf seine Burg hinaufführen ließ. Sein Tisch war immer offen für Kranke, Verwundete und Arme. Wenn er keinen Pfarrer hatte, so gieng der fromme Held selbst an den Betten der Kranken umher, um ihnen den Trost des göttlichen Wortes zu bringen, und las in der Kirche seinen Kriegern selbst eine Predigt vor. Mitten unter den Schrecken der Belagerung erbaute er auf der Burg eine neue Kirche. Dem Herzog Eberhard sandte er in seiner Geldnot durch einen als Bettler verkleideten Soldaten einen ausgehöhlten dicken Knotenstock, der mit Gold gefüllt war. Um seiner neuen Kirche eine Orgel zu verschaffen, überfiel und eroberte er die Stadt Überlingen am Bodensee. Man bietet ihm eine große Summe Geldes. Er will aber nichts als eine Orgel, und er bekommt sie. Die Überlinger werden mehr als Eine gehabt haben. Seine Kriegszucht war streng; er duldete bei seinen Kriegern keine Ausschweifung, keine Bedrückung des friedlichen Bürgers, kein Fluchen und Schwören.“

## Schriftliche Überlieferung
Die Korrespondenz zwischen Konrad Widerholt und seinem Vorgesetzten Johann Ludwig von Erlach, Kommandant der Festung Breisach, ist noch weitgehend erhalten. Die Schreiben Erlachs an Widerholt finden sich im Hauptstaatsarchiv Stuttgart (A 360), die Schreiben Widerholts an Erlach im Nachlass des Letzteren in der Burgerbibliothek Bern. In zahlreichen weiteren Archiven gibt es Schreiben von Konrad Widerholt, zum Teil im Original, zum Teil in Kopie.

## Wappen
|  | Blasonierung: „In von Gold und Blau gespaltenem Schild ein steigender goldengehörnter Widder, im Maul ein dreiblättriges grünes Kleeblatt haltend. Spangenhelm, Helmdecken blaugolden, Laubkrone, Helmzier: der Widder wie im Schild, zwischen goldblauen Büffelhörnern wachsend.“ |
|  | |

## Epitaph

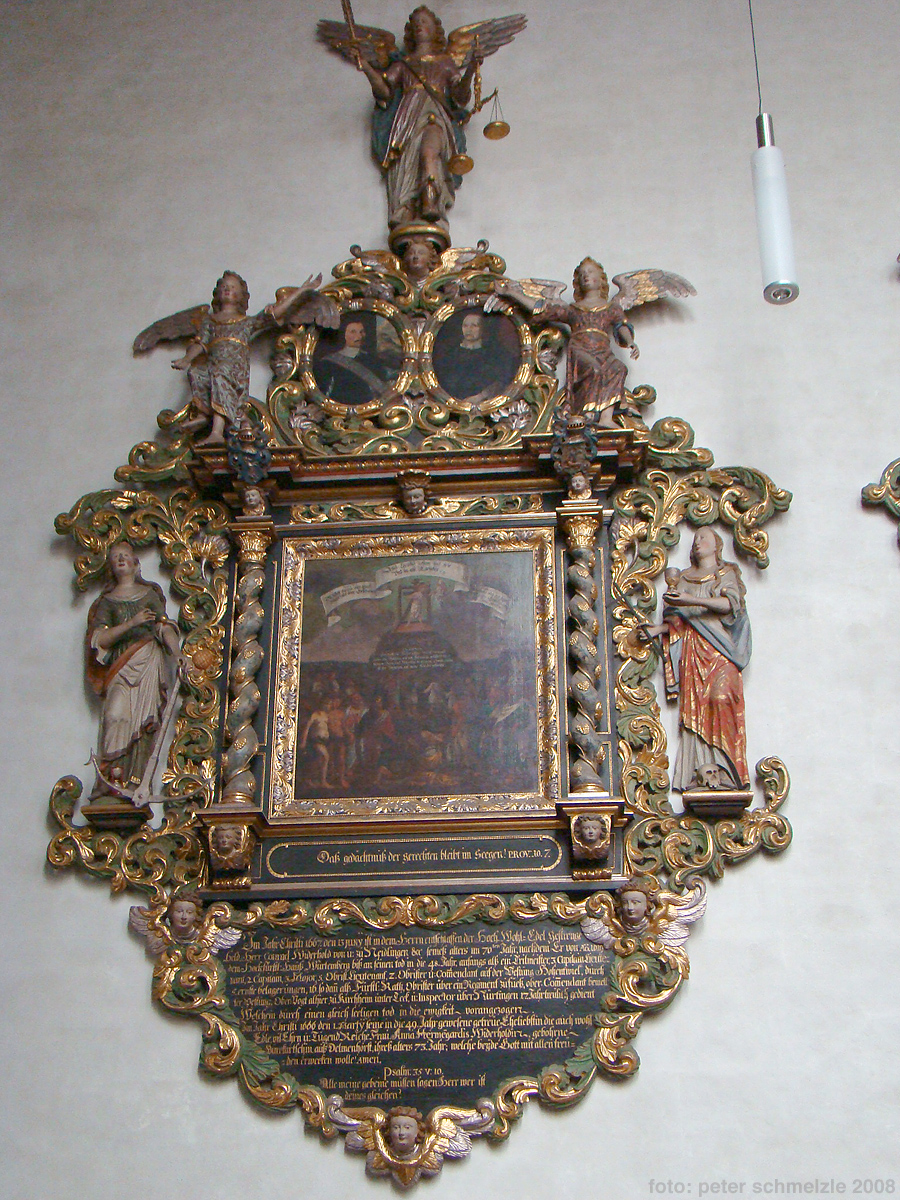
Epitaph für Wiederhold und seine Frau in der Martinskirche in Kirchheim unter Teck

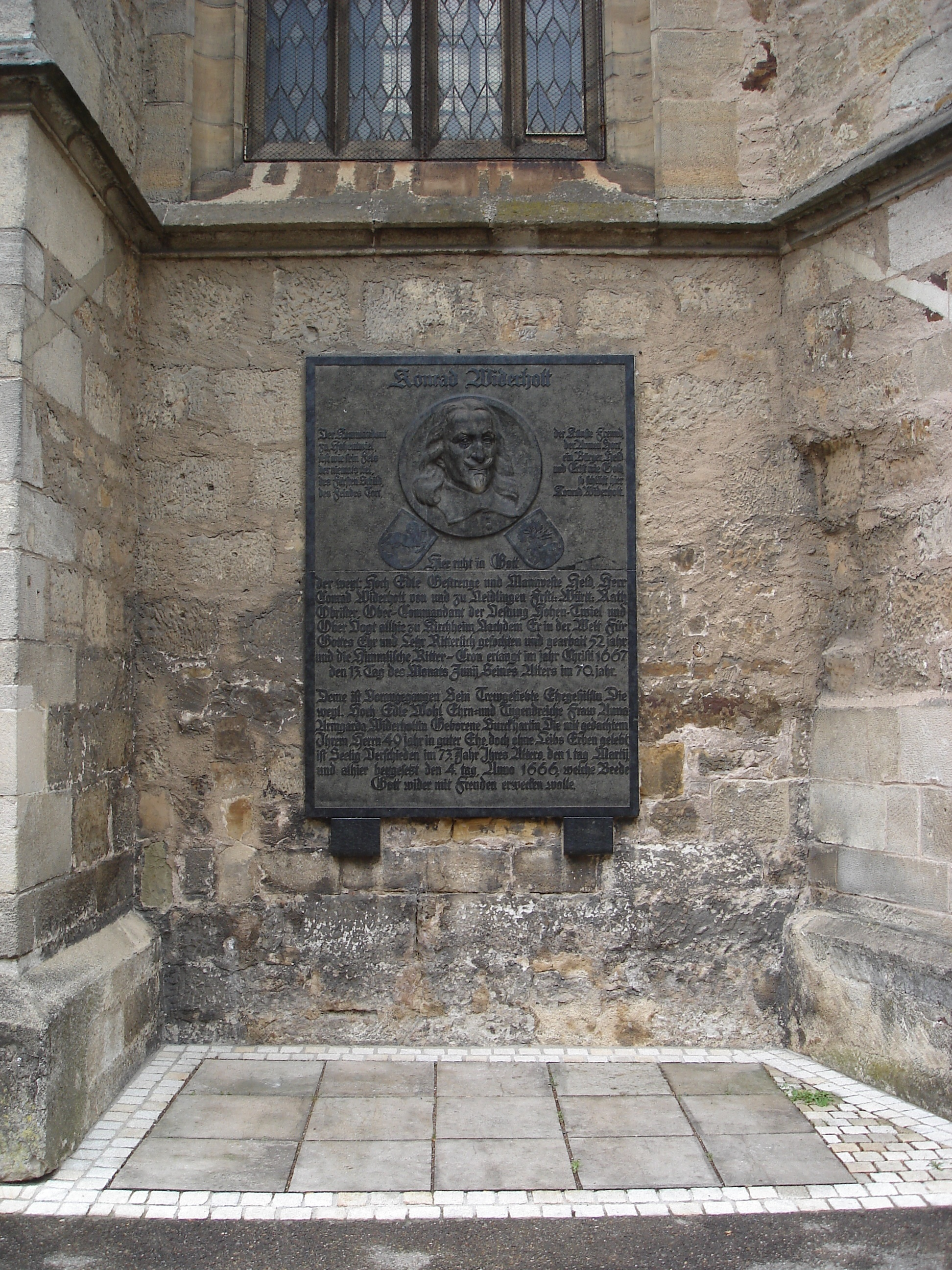
Grab an der Martinskirche in Kirchheim unter Teck

In der Martinskirche in Kirchheim unter Teck ist im Chor ein schmuckvolles Epitaph für Widerholt und seine Frau Anna Hermengeard geb. Burckhart († 1666) erhalten. Das Epitaph entstand 1698 als Ergänzung für das ursprüngliche Widerhold-Grabmal an der Außenmauer der Kirche. Die Grabplatte wurde Ende 2008 im Rahmen von Bauarbeiten an der Außenseite der Martinskirche in Kirchheim unter Teck zufällig entdeckt. Er wurde dort offensichtlich mit seiner Frau begraben.

## Konrad Widerholt in der Belletristik
1903 erschien von Albrecht Thoma der Roman "Konrad Widerholt - Kommandant vom Hohentwiel" als Nr. 15 in Julius Lohmeyers vaterländische Jugendbücherei für Knaben und Mädchen.
1936 veröffentlichte Josef Weinberg Der Kommandant vom Hohen-Twiel – Roman nach historischen Motiven.
1941 erschien eine Erzählung (1943 in zweiter Auflage) von Ernst Baur mit dem Titel Konrad Widerhold im Verlag W. Kohlhammer. Sie atmet den Geist ihrer Zeit, man findet Passagen wie: „.. der Krieg zeichnet seine Gesetze mit hartem Griffel; man muss das Kleine opfern können, um das Große zu bewahren“.
1960 veröffentlichte Ludwig Finckh Konrad Widerholt – Ein Mann im Hegau im Silberburg-Verlag Stuttgart. Ein Rezensent nannte das „Büchlein“ „eine willkommene Bereicherung unserer heimatlichen Literatur“.